# Saint-Georges-de-Baroille
Saint-Georges-de-Baroille este o comună în departamentul Loire din sud-estul Franței. În 2009 avea o populație de 317 de locuitori.

## Evoluția populației
| An        | 1975 | 1982 | 1990 | 1999 | 2006 | 2009 |
| --------- | ---- | ---- | ---- | ---- | ---- | ---- |
| Populație | 206  | 260  | 282  | 281  | 299  | 317  |